# 拉迪赤梢魚
拉迪赤梢魚（学名：Labiobarbus irideus）为輻鰭魚綱鯉形目雅羅魚科的其中一種，被IUCN列為近危保育類動物，分布於亞洲土耳其貝爾加馬到達拉曼淡水流域，體長可達6.5公分，棲息在溪流及湖泊，以無脊椎動物及植物為食，生活習性不明。